# Прва савезна лига Југославије у фудбалу 1960/61.

Прва савезна лига Југославије у фудбалу 1960/61. била је највиши ранг фудбалског такмичења у Југославији 1960/61. године. И тридесеттрећа сезона по реду у којој се организовало првенство Југославије у фудбалу. Шампион је постао Партизан из Београда, освојивши своју трећу шампионску титулу. Из лиге су испали Сплит и београдски Раднички

## Учесници првенства
У фудбалском првенство Југославије у сезони 1960/61. је учествовало укупно 12 тимова, од којих су 5 са простора НР Србије, 4 из НР Хрватске, 2 из НР Босне и Херцеговине и 1 из НР Македоније.
- Вардар, Скопље
- Вележ, Мостар
- Војводина, Нови Сад
- Динамо, Загреб
- ОФК, Београд
- Партизан, Београд
- Раднички, Београд
- Сплит
- Ријека
- ФК Сарајево
- Хајдук, Сплит
- Црвена звезда, Београд

## Табела
| Место | Клуб            | мечева | победа | нерешених | пораза | дати голови | примљени голови | гол разлика | бодова |
| ----- | --------------- | ------ | ------ | --------- | ------ | ----------- | --------------- | ----------- | ------ |
| 1     | Партизан        | 22     | 15     | 2         | 5      | 53          | 23              | +30         | 32     |
| 2     | Црвена звезда   | 22     | 13     | 5         | 4      | 38          | 21              | +17         | 31     |
| 3     | Хајдук          | 22     | 13     | 4         | 5      | 34          | 22              | +12         | 30     |
| 4     | Динамо          | 22     | 10     | 7         | 5      | 36          | 27              | +9          | 27     |
| 5     | Војводина       | 22     | 10     | 3         | 9      | 32          | 29              | +3          | 23     |
| 6     | ОФК             | 22     | 8      | 7         | 7      | 30          | 30              | 0           | 23     |
| 7     | Ријека          | 22     | 10     | 2         | 10     | 32          | 36              | -4          | 22     |
| 8     | Сарајево        | 22     | 6      | 6         | 10     | 33          | 39              | -6          | 18     |
| 9     | Вележ           | 22     | 5      | 7         | 10     | 27          | 39              | -12         | 17     |
| 10    | Вардар          | 22     | 6      | 5         | 11     | 21          | 36              | -15         | 17     |
| 11    | Сплит           | 22     | 5      | 6         | 11     | 29          | 48              | -19         | 16     |
| 12    | Раднички        | 22     | 4      | 0         | 18     | 33          | 58              | -25         | 8      |
| -     | Нови Сад        | -      | -      | -         | -      | -           | -               | -           | -      |
| -     | Борац Бања Лука | -      | -      | -         | -      | -           | -               | -           | -      |

Најбољи стрелци првенства били су Зоран Прљинчевић (Раднички Београд) и Лазар Веселиновић (Војводина) са 16 голова.

## Освајач лиге
| Првак Југославије у фудбалу 1960/61. |
| ------------------------------------ |
| Партизан 3. титула                   |